# Werner Löcher-Lawrence
Werner Löcher-Lawrence (* 1956) ist ein deutscher Übersetzer und Literaturagent.

## Leben
Werner Löcher studierte Journalismus, Literatur und Philosophie und war als Wissenschaftlicher Assistent am Institut für Kommunikationswissenschaft und Medienforschung der Universität München beschäftigt. Löcher-Lawrence wirkte danach als Lektor und Programmleiter bei den Verlagen Bertelsmann, Hoffmann und Campe und der Deutschen Verlags-Anstalt. Seit 2002 ist Löcher-Lawrence selbständiger Literaturagent und literarischer Übersetzer.
Löcher-Lawrence hat Werke von unter anderem John Boyne, Patricia Duncker, Anthony Doerr, Nathan Englander, Lawrence Hill, Nathan Hill, Rachel Ingalls, Erik Larson, Robert Littell, Hisham Matar, James McBride, Lisa McInerney, Ann Patchett, Lionel Shriver, Louis Sachar, Rex Stout, Colin Thubron, Jane Urquhart, Bryan Washington, Meg Wolitzer und Alexi Zentner aus dem Englischen übersetzt.
Er ist der Hauptübersetzer von Hilary Mantel. Zusammen mit Martin Brinkmann gab Löcher-Lawrence 2002 die Anthologie 20 unter 30. Junge deutsche Autoren heraus. Werner Löcher-Lawrence lebt und arbeitet in München.

## Werke
- Martin Brinkmann, Werner Löcher-Lawrence (Hrsg.): 20 unter 30. Junge deutsche Autoren. DVA, München 2002, ISBN 3-421-05609-9

## Hörspiele (Übersetzungen)
- 2012: Hisham Matar: Geschichte eines Verschwindens – Bearbeitung und Regie: Irene Schuck (Hörspielbearbeitung – NDR)
- 2014: Nathan Englander: ARD Themenwoche Toleranz: Worüber wir reden, wenn wir über Anne Frank reden – Regie: Beate Andres; Henning Rademacher (Hörspielbearbeitung – NDR)